# Swan (danzatore)
Swan, pseudonimo di Luigi Piccione (Taranto, 12 luglio 1982 – Bologna, 18 giugno 2023), è stato un ballerino e coreografo italiano di genere popping e locking.

## Biografia
Iniziò a ballare nel 1995 e si avvicinò al movimento hip hop nel 1997, per poi specializzarsi nella cultura del Funk Style, approcciando al poppin' prima, e al lockin' qualche anno più tardi.
Approfondì le sue conoscenze con i due gruppi storici ai quali si attribuisce la paternità di questi stili: gli Electric Boogaloos per quanto riguarda il poppin' e gli Original Lockers per quanto riguarda il lockin'. 
Considerato uno dei pionieri in Italia, per quanto riguarda il popping e il locking, ha formato la maggior parte dei ballerini italiani appassionati a questi stili. Ha operato nel territorio nazionale e internazionale con workshops, spettacoli, giurie, convention, con l'intento di divulgare la conoscenza e le tecniche del poppin' e del lockin'. Nel 2006 fondò con Kris la crew GangstaBoogaloos.
Residente a Bologna, venne improvvisamente a mancare nel giugno del 2023, all'età di 41 anni.

## Riconoscimenti
Nel 2007, Greg Campbellock jr. (membro e coreografo degli Original Lockers) gli ha consegnato l'High Achievement Lockin' Award per i suoi meriti nella diffusione della disciplina e per aver appreso il modo di fare dei padri fondatori di questa danza.
Tra le competizioni vinte, le edizioni 2007 e 2008 di Juste Debout Italy.